# Герой (фільм, 2002)
«Герой» (спрощ.: 英雄; кит. трад.: 英雄; піньїнь: Ying xiong) — китайський фільм у жанрі вуся Чжана Їмоу, що вийшов 2002 року. Картина створена на основі історії про замах на імператора Цінь Ши Хуан-ді 227 року до н. е.
Сценарій картини написали спільно Фенґ Лі, Бін Ванґ, Чжан Їмоу (також займався продюсуванням фільму). Прем'єра фільму відбулася 24 жовтня 2002 року у місті Шеньчжень, Китай.

## Сюжет
| Китай розколений на шість князівств, але вже є лідер, який хоче підкорити сусідів і стати імператором об'єднаної країни. До нього заслані вбивці, що бездоганно володіють бойовими мистецтвами, у них фольклорні імена Зламаний Меч, Сніговиця і Небосхил. Їх супротивник, званий Безіменним (його грає Джет Лі), хоче захистити імператора. Його розмова із Всесильним утворює раму, що скріпляє декілька ретроспектив — поєдинків Безіменного з потенційними царевбивцями. Він розповідає про ці поєдинки як казку, де істину не відрізниш від вигадки. Своя версія є і в імператора. |.

Безіменний у виконанні Джета Лі

Китай розділений на царства, які ворогують між собою. Безіменного, майстра різних бойових мистецтв, викликає правитель царства Цінь. Він хоче винагородити Безіменного за вбивство трьох майстрів фехтування, котрі були підіслані знищити його: Небосхилу, Зламаного Меча і Сніговиці. Цар запрошує героя до столу і просить розповісти як саме той переміг ворогів.
Перша оповідь Безіменного. (Колір новели — червоний, «омана»)   Безіменний дізнається, де Небосхил полюбляє відпочивати, граючи в го і слухаючи музику. Він оголошує Небосхила ворогом царя Цінь, якого слід схопити, та викликає на двобій. Спершу поєдинок відбувається в думках, тоді як бійці стоять непорушно один навпроти одного. Коли у сліпого гравця поруч рветься струна, вони сходяться в бою насправді, Безіменний швидким ударом ламає ворогу списа і завдає смертельної рани. За це цар винагороджує Безіменного золотом і землями. Він надає честь сісти за двадцять кроків від себе, хоч досі усім було заборонено наближатися до трону ближче, ніж на сто кроків.
Імператор згадує, як три роки тому Зламаний Меч і Сніговиця разом напали на палац і три тисячі воїнів не змогли їх зупинити. Він запитує, чи був меч Безіменного швидший за їхню зброю. Той відповідає, що ні, він здолав цих ворогів інакше і починає другу новелу.
Безіменний вирушає в царство Чжао, де воїни, яких він шукає, переховуються у школі каліграфії під чужими іменами. Він вдає, начебто виконує передсмертну волю батька отримати досконалий напис ієрогліфа «меч». В цей час царство Чжао воює з Цінь, лучники і арбалетники починають обстрілювати місто. Сніговиця піднімається на дах школи відбивати стріли, і Безіменний їй допомагає. Учитель каліграфії з учнями лишаються в школі, аби створити досконалі написи. Зламаний Меч у цей час створює ієрогліф найскладнішим двадцятим способом, який поєднує каліграфію і мистецтво бою. Зламаний Меч і Сніговиця лишаються цілими, а армія Цінь припиняє атаку, думаючи, що під її стрілами ніхто не міг уціліти.
Безіменний роздумує над отриманим ієрогліфом і розуміє, що його міг створити тільки великий майстер меча. Він усвідомлює, що не здолає такого противника, тому вдається до хитрощів. Герой розповідає Зламаному Мечеві про вбивство Небосхилу і його кохання зі Сніговицею. З ревнощів Зламаний Меч кохається зі своєю ученицею, а Сніговиця, побачивши це, вбиває його. Тоді вона викликає ученицю Зламаного Меча на бій та перемагає. Безіменний розкриває, хто він та кидає виклик Сніговиці. В бою Безіменний легко долає її, пригнічену зрадою коханого та його загибеллю. За це він отримує від царя ще більшу винагороду і право сісти вже за десять кроків від царського трону.
Цар робить висновок, що роз'єднання зробило двох непереможних бійців слабкими і недалекоглядними. Однак, він не вірить Безіменному та розповідає як йому самому бачаться всі ці події.
Оповідь царя Цінь. (Колір новели — блакитний, «помилка»). Безіменний був у змові з Небосхилом, щоб втертися в довіру до царя. Небосхил дозволив убити себе, щоб Безіменний удостоївся честі сидіти за двадцять кроків від правителя. Однак, це було задалеко для того, аби завдати смертельного удару. Безіменний відвідує Зламаного Меча і Сніговицю з пропозицією покласти своє життя за те, щоб зупинити завоювання Цінь. Ті погоджуються, вірячи, що Безіменний зможе вбити царя. Однак перед боєм, який має відбутися в таборі армії Цінь, Сніговиця ранить Зламаного Меча, щоб він не пішов на це самогубство. Вона йде на бій сама, знаючи, що її коханий тепер житиме. В бою вона гине, та Зламаний Меч більше не бажає жити і хоче померти від руки Безіменного. Як і було задумано, Безіменний вбиває його та опиняється за десять кроків від трону.
Цар вражений хитрістю Безіменного і відданістю тих, хто пішов на смерть задля здійснення його задуму. Безіменний визнає, що він дійсно був у змові з Небосхилом, Зламаним Мечем і Сніговицею. Він прагне помститися за вбивство своєї родини, але не спішить убити царя, бо той у дечому помиляється.
Друга оповідь Безіменного. (Колір новели — білий, «істина»). Безіменний зустрічається зі змовниками і розповідає, що знає удар, яким можна простромити ворога, але не вбити його. Таким чином можна зобразити поразку Небосхила, Зламаного Меча і Сніговиці, лишивши їх живими. Він цікавиться, чому Зламаний Меч і Сніговиця здолали три тисячі охоронців царя, але не вбили його самого. Зламаний Меч несподівано відповідає, що зрозумів тоді — царя не можна вбивати. Він збирається перешкодити і планам вбивства царя Безіменним, тому Сніговиця ранить його. Після цього вона приходить до табору Цінь на бій з Безіменним і той імітує її вбивство.
На шляху до царя його зустрічає Зламаний Меч. Він розповідає, як осягнув вищу істину, займаючись каліграфією. Щоб пояснити її, він малює ієрогліфи «Небо» і «Під» («Піднебесна», тобто Китай). Цар найсильнішої держави Цінь повинен завоювати інші царства, щоб об'єднати їх і покласти край ворожнечі, об'єднавши всіх «під небесами». Зламаний Меч лишає вибір Безіменному: послухати його чи здійснити свою помсту.
Цар Цінь вражений з того, що навіть його придворні бачать у ньому тирана, а Зламаний Меч осягнув його задум, ніколи не бачачи царя. Він цікавиться, як Безіменний збирався вбити його без зброї. Той зізнається, що думав відібрати меч царя. Цар сам дає Безіменному зброю зі словами, що готовий померти і роздумує над ієрогліфами Зламаного Меча. В них він бачить три ступені майстерності. Перший — коли меч є в серці людини, а серце в мечеві, тоді навіть травинка стає грізною зброєю. Друга — меч є в серці, але відсутній у руці, тоді навіть голіруч майстер непереможний. Найвища ж — коли меча немає ні в серці, ні в руці, а істинний майстер бою прагне миру. Безіменний пронизує царя, але лишаючи його живим, і просить лиш про одне — щоб цар Цінь дотримувався цієї мудрості. Безіменний сам виходить до варти, яка тільки чекає наказу царя стратити його.
Сніговиця розуміє — Безіменний відмовився вбити царя. Вона викликає Зламаного Меча на бій, але той підставляється під удар, щоб переконати в своєму прагненні миру. Сніговиця пронизує його вже мертве тіло і себе мечем, аби померти разом.
Цар вагається, чи страчувати Безіменного, та натовп чиновників переконує зробити це, бо для миру потрібно виконувати закон. Цар наказує стратити Безіменного як злочинця, але поховати з почестями, як героя. Цінь завершує завоювання сусідніх царств, об'єднуючи їх у єдину і могутню Китайську Імперію.

## У ролях
| Актор           | Персонаж                                                        | Роль |
| --------------- | --------------------------------------------------------------- | --- |
| Джет Лі         | Безіменний (спрощ.: 无名; кит. трад.: 無名; піньїнь: Wúmíng)    | Невідомий префект маленької провінції, що став сиротою ще у дитинстві. Ставши майстром меча завдяки багаторічним тренуванням, Безіменний володіє особливою технікою — «Смерть за десять кроків», що дозволяє завдати точного удару саме з цієї відстані. Він є головним серед змовників, що намагаються вбити імператора, проте врешті-решт вирішує, що об'єднання Китаю і мир є важливішим, ніж помста. |
| Тоні Люн Чу Вай | Зламаний Меч (спрощ.: 残剑; кит. трад.: 殘劍; піньїнь: Cánjiàn) | Зламаний Меч і Сніговиця є єдиними вбивцями, що спромоглися проникнути у палац імператора, вбивши сотні його особистих охоронців. Він був дуже близько до вбивства імператора, перед тим як зупинитися в останній момент. З усіх вбивць Безіменний визнає Зламаного Меча як рівного собі у майстерності володіння мечем. |
| Меґі Чун        | Сніговиця (спрощ.: 飞雪; кит. трад.: 飛雪; піньїнь: Fēixuě)     | Уміла вбивця, кохана Зламаного Меча, у майстерності володіння мечем майже рівна йому. Вона присягнула убити Імператора за вбивство її батька у битві. Коли Зламаний Меч переконує Безіменного полишити спробу вбивства імператора, Сніговиця вбиває його, а потім і себе. |
| Доні Єн         | Небосхил (спрощ.: 长空; кит. трад.: 長空; піньїнь: Chángkōng)   | Майстер списа, Небосхил є першим, кого «переміг» Безіменний і забрав його зламаного списа як доказ його поразки для імператора. Небосхил — убивця, якого показували у фільмі найменше. |
| Чень Даомінь    | Цар / Імператор Цінь (кит.: 秦王; піньїнь: Qín Wáng)            | Амбітний цар, що хоче стати першим імператором Китаю. Після замаху він замикається у своєму палаці і звільняє всіх, окрім найближчих людей, завжди одягнутий у свою бойову броню. В розмові він використовує древній спосіб сказати «я» (кит.: 寡人; піньїнь: guǎ rén), що буквально означає «самотня особа», але що складається із двох китайських ієрогфілів: «寡», що означає «менше» або «не достатньо», і «人» — «людина», «особа» (у стародавній китайській). Це може мати значення «людина без моралі» (кит.: 寡德之人; піньїнь: guǎ dé zhī rén) і може бути аналогом західного «Королівське „Ми“» або ж Pluralis majestatis. |
| Чжан Цзиї       | Місяць (кит.: 如月; піньїнь: Rúyuè)                             | Учениця Зламаного Меча, майстер двох мечів. |

## Касові збори
Показ у США почався 27 серпня 2004 року, протягом першого тижня фільм був показаний у 2,031 кінотеатрі і зібрав $18,004,319, що на той час дозволило йому зайняти 1 місце серед усіх прем'єр. Показ протривав 91 день (13 тижнів) і закінчився 25 листопада 2004 року. Фільм зібрав у прокаті у США $53,710,019, а у світі — $123,684,413, тобто $177,394,432 загалом при бюджеті $31 млн.

## Нагороди і номінації[6]
| Рік  | Нагорода                                   | Категорія                                                                          | Номінант                     | Результат |
| ---- | ------------------------------------------ | ---------------------------------------------------------------------------------- | ---------------------------- | --------- |
| 2002 | Hong Kong Film Awards                      | Найкраща бойова хореографія (англ. Best Action Choreography)                       | Чин Су Танґ                  | Перемога  |
| 2002 | Hong Kong Film Awards                      | Найкраща актриса (англ. Best Actress)                                              | Меґі Чун                     | Номінація |
| 2002 | Hong Kong Film Awards                      | Найкращий художній постановник (англ. Best Art Direction)                          | Хуо Тіньґхао, І Чензао       | Перемога  |
| 2002 | Hong Kong Film Awards                      | Найкраща операторська робота (англ. Best Cinematography)                           | Крістофер Дойл               | Перемога  |
| 2002 | Hong Kong Film Awards                      | Найкращі костюми/грим (англ. Best Costumes/Make-Up)                                | Емі Вада                     | Перемога  |
| 2002 | Hong Kong Film Awards                      | Найкращий режисер (англ. Best Director)                                            | Чжан Їмоу                    | Номінація |
| 2002 | Hong Kong Film Awards                      | Найкращий монтаж (англ. Best Editing)                                              | Енґі Лам, Ру Чжай            | Номінація |
| 2002 | Hong Kong Film Awards                      | Найкращий композитор (англ. Best Music)                                            | Тан Дун                      | Перемога  |
| 2002 | Hong Kong Film Awards                      | Найкраща картина (англ. Best Picture)                                              | фільм                        | Номінація |
| 2002 | Hong Kong Film Awards                      | Найкращий сценарій (англ. Best Screenplay)                                         | Фенґ Лі, Бін Ванґ, Чжан Їмоу | Номінація |
| 2002 | Hong Kong Film Awards                      | Найкраща пісня (англ. Best Song)                                                   | фільм                        | Номінація |
| 2002 | Hong Kong Film Awards                      | Найкраща пісня (англ. Best Song)                                                   | Тао Джінґ                    | Перемога  |
| 2002 | Hong Kong Film Awards                      | Найкраща актриса другого плану (англ. Best Supporting Actress)                     | Чжан Цзиі                    | Номінація |
| 2002 | Hollywood Foreign Press Association        | Найкращий фільм іноземною мовою (англ. Best Foreign Language Film)                 | фільм                        | Номінація |
| 2002 | Академія кінематографічних мистецтв і наук | Найкращий фільм іноземною мовою (англ. Best Foreign Language Film)                 | Чжан Їмоу                    | Номінація |
| 2003 | Берлінський кінофестиваль                  | Премія Альфреда Бауера (англ. Alfred Bauer Prize)                                  | Чжан Їмоу                    | Перемога  |
| 2004 | Chicago Film Critics Association           | Найкраща операторська робота (англ. Best Cinematography)                           | Крістофер Дойл               | Перемога  |
| 2004 | National Society of Film Critics           | Найкраща операторська робота (друге місце) (англ. Best Cinematography (Runner-up)) | Крістофер Дойл               | Перемога  |
| 2004 | National Society of Film Critics           | Найкращий режисер (англ. Best Director)                                            | Чжан Їмоу                    | Перемога  |
| 2004 | New York Film Critics Circle               | Найкраща операторська робота (англ. Best Cinematography)                           | Крістофер Дойл               | Перемога  |
| 2004 | Toronto Film Critics Association           | Найкращий фільм іноземною мовою (англ. Best Foreign Language Film)                 | фільм                        | Перемога  |

## Знімання

Кадр з фільму: Сніговиця в очікуванні бою з Місяцем

«Герой» став найдорожчим китайським фільмом і першим фільмом іноземною мовою, що був на першому місці за касовими зборами у США ($18 млн), дебютувавши у серпні 2004 року. Збори зросли до $53 млн, що дозволило фільму стати 3-м найкасовішим іноземним фільмом у США.
У фільмі задля розширення аудиторії режисер Чжан Їмоу зумисне допустив низку неточностей. Так, царство Цінь надавало перевагу чорному кольору, навіть у коней. Для того, щоб бути історично точним, режисер наказав тимчасово пофарбувати більше 300 коней на чорно для сцен із кіннотою. У древньому Китаї, коли хтось заявляв, що вбив свого ворога, як доказ повинен був показати його голову, а не зброю. Режисер змінив це, пам'ятаючи про реакцію глядачів, тим самим зробивши історію менш історично точною.
Джекі Чану пропонували роль царя, але він відмовився. На роль Небосхилу спочатку пропонували Робіна Шоу, проте він відмовився з невідомих причини. За повідомленнями, на призначенні на цю роль Донні Єна наполягав Джет Лі. Для участі у фільмі Джет Лі погодився на зменшення гонорару. Лі і Єн не працювали в одному фільмі з 1992 року. Всі ролі солдатів у сценах із армією Цінь і у палаці виконувалися дійсними солдатами китайської армії (близько 18 тисяч), окрім каскадерів.
Фільмування битви на озері зайняло майже 3 тижні, оскільки режисер хотів, щоб поверхня озера була ідеально гладкою під час роботи. Знімальна команда починала працювати і готуватись з 5 до 10 ранку, коли поверхня була рівною, як дзеркало. «Червона битва» між Місяцем і Сніговицею фільмувалась у лісах Монголії. Режисер чекав, доки листя пожовкне, він навіть найняв місцевих кочівників, щоб зібрати так багато листя, щоб ним можна було вкрити землю повністю. Їмоу змусив свою команду розділити листя на 4 різні групи, що були перед камерами на різній відстані.
Фільм вийшов у США 2004 року, через 2 роки після виходу в Китаї. Так сталося, тому що дистриб'ютори були впевнені у його касовому провалі, хоча права на розповсюдження були придбані компанією Miramax Films ще 2002 року після великого успіху фільму в Азії. Одним із тих, хто просував фільм у Штатах був Квентін Тарантіно.

## Критика
Фільм отримав надзвичайно позитивні відгуки: Rotten Tomatoes дав оцінку 95 % на основі 191 відгуку від критиків (із середньою оцінкою 8,2/10) і 85 % від глядачів із середньою оцінкою 3,7/5, Internet Movie Database — 7,9/10 (110 334 голоси), Metacritic — 84/100 (39 відгуків криків) і 7,1/10 від глядачів. Роджер Іберт назвав його «красивим і привабливим, бойові мистецтва екстравагантно визначають стилі і життя бійців через китайську традицію». Річард Корлісс (англ. Richard Corliss) у журналі «Тайм» назвав фільм «шедевром», додавши, «що він використовує безпрецедентну пишноту, щоб показати, чому чоловіки повинні воювати, для того щоб зберегти мир і як воїни можуть знайти їхню істинну долю як коханці». Майкл Вілмінгтон (англ. Michael Wilmington) із «Чикаго Триб'юн» назвав його «запаморочливо красивим, шаленим і захопливим» і «бойовиком на віки». Чарльз Тейлор (англ. Charles Taylor) із Salon.com назвав його «одним із найчарівніших спектаклів, що нам дало кіно».
Деякі критики зазначили, що фільм захищає авторитаризм. Оглядач із The Village Voice Дж. Гоберман (англ. J. Hoberman) вважає, що фільм має «карикатурну ідеологію» та виправдання жорстокого керівництва і героїзацію самопожертви на олтар імперської величі держави та недалекий від «захоплення фашизмом».

## Ляпи
- Безіменний домовився показати Зламаному Мечу і Сніговиці зламаного списа Небосхила опівночі, проте коли він іде, через відчинені двері видно, як кімнату освітлює сонце.
- Коли Безіменний іде надвір, щоб допомогти Сніговиці відбивати стріли, він зачиняє двері. Пізніше видно, що вони відчинені.
- Після того як Безіменний повернувся з двору, де він допомагав Сніговиці відбивати стріли, на близькому плані видно пасмо її волосся на обличчі Зламаного Меча.
- Кількість і місце стріл навколо майстра каліграфічної школи змінюється.
- Щоб віддати меч Безіменному, Місяць спочатку підходить до кінної карети справа, але потім видно, що вона стоїть зліва.
- У сцені, де б'ється Імператор, чітко видно дублера[16].